# Gatcina
Gatcina (în rusă Гатчина) este un oraș din Regiunea Leningrad, Federația Rusă. El este situat la altitudinea de aproximativ 100 m, ocupă o suprafață de 29 km² și are în anul 2007 o populație de 89.100 locuitori. Gatcina se află amplasat la șoseaua magistrală și calea ferată spre Pskov, la 45 km sud de Sankt Petersburg. Orașul devine cunoscut prin Palatul Gatcina, care era una din reședințele țarului.

## Personalități marcante

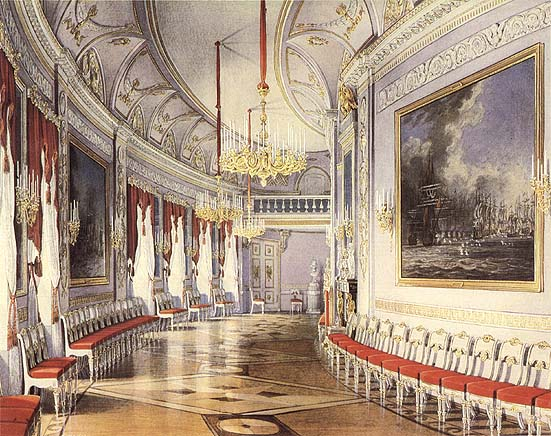
Galeria de picturi al lui Pavel I al Rusiei

- Nicolae I (1796 - 1855), împărat al Rusiei
- Fiodor Vasiliev, pictor
- Piotr Krasnov, general rus
- Mihail Cigorin, șahist

## Orașe înfrățite
- Espoo, Finlanda
- Eskilstuna, Suedia
- Ettlingen, Germania